# Alien Breed (serie)
Alien Breed è una serie di videogiochi sviluppati dal Team17. I videogiochi sono sparatutto con ambientazione fantascientifica e l'ambientazione prende una chiara ispirazione dalla serie di film Alien. La serie, originariamente nata per personal computer Amiga, in seguito è stata portata su piattaforma MS-DOS e infine su console. Nel 2009 il Team17 ha pubblicato Alien Breed Evolution, un nuovo capitolo del gioco sviluppato per la console Xbox 360.Nel 2010 sono stati presentati Alien Breed: Impact, Alien Breed 2: Assault e nel settembre dello stesso anno Alien Breed 2: Assault. Il produttore ha annunciato che il 17 novembre 2010 sarà distribuito per Xbox 360 e Microsoft Windows il seguito chiamato Alien Breed 3 Descent. In seguito il gioco sarà distribuito anche per PlayStation 3. Le varie versioni del gioco pubblicate nel 2009 e nel 2010 sono state presentate come giochi per gli store online delle console.

## Titoli
Elenco degli episodi della serie:
- Alien Breed (Amiga, MS-DOS 1991)
- Alien Breed Special Edition (edizione estesa) (Amiga 1992)
- Alien Breed Special Edition / Qwak (raccolta) (Amiga CD32 1993)
- Alien Breed II: The Horror Continues (Amiga 1993)
- Alien Breed: Tower Assault (Amiga, Amiga CD32, MS-DOS 1994)
- Alien Breed 3D (Amiga, Amiga CD32 1995)
- Alien Breed 3D II: The Killing Grounds (Amiga 1996)
- Alien Breed: Conflict (annullato) (Dreamcast 1999)
- Alien Breed 2004 (annullato) (PlayStation 2 2003)
- Alien Breed Evolution (PlayStation 3, Xbox 360 2009)
- Alien Breed: Impact (PlayStation 3, Xbox 360, Microsoft Windows 2010)[4]
- Alien Breed 2: Assault (PlayStation 3, Xbox 360, Microsoft Windows 2010)
- Alien Breed 3 Descent (PlayStation 3, Xbox 360, Microsoft Windows 2010)

Alien Breed Obliteration è invece un titolo non ufficiale realizzato da indipendenti, che ripropone la visuale dall'alto dei primi capitoli, pubblicato gratuitamente per PC nel 2007.